# Medfield College
Le Medfield College est un établissement universitaire américain de fiction qui sert de base dans plusieurs des productions de Walt Disney Pictures.
On peut citer :
- Série Flubber
  - Monte là-d'ssus (The Absent-Minded Professor, 1961)
  - Après lui, le déluge (Son of Flubber, 1963)
  - Flubber (1997)
- Trilogie Dexter Reilly
  - L'Ordinateur en folie (The Computer Wore Tennis Shoes, 1969)
  - Pas vu, pas pris (Now You See Him, Now You Don't, 1972)
  - L'Homme le plus fort du monde (The Strongest Man in the World, 1975)
  - Le Cerveau artificiel (The Computer Wore Tennis Shoes, téléfilm 1995)
- Un candidat au poil (The Shaggy D. A., 1976)[1]

La chanson de combat du Medfield College a été composée par les frères Sherman, Richard M. Sherman et Robert B. Sherman, et est jouée au début du générique de fin du film Monte là-d'ssus.
Le nom de Medfield College provient de la ville de Medfield dans le Massachusetts.
Le film Un candidat au poil (The Shaggy D. A., 1976) se situe dans la même ville de Medfield que cette université fictive.
Les scènes du Medfield College dans Monte là-d'ssus ont été tournées sur le campus du Pomona College à Claremont, Californie,.
Dans Après lui, le déluge, la scène du match de football américain a nécessité de reproduire dans un studio une section des gradins et une grande partie du terrain afin de pouvoir réaliser les effets spéciaux en intérieur, ce qui perturba les joueurs professionnels engagés pour faire l'équipe adverse.
Dans l'attraction Journey Into Imagination With Figment à Epcot, les blousons de la salle informatique comporte une lettre M rouge sur le dos, en référence au Medfield College.